# Boyat (Neftçala)
Boyat è un comune dell'Azerbaigian situato nel distretto di Neftçala.